# تراقيون
التراقيون (باللاتينية: Thraci) كانوا شعوب هندوأوروبية، تسكن في تراقيا والأراضي المجاورة (حالياً بلغاريا، رومانيا، جمهورية مولدوفا، شمال شرق اليونان، تركيا الأوروبية وشمال غرب تركيا الآسيوية، وشرق صربيا، وأجزاء من جمهورية مقدونيا). ويتحدثون اللغة التراقية.

## الأصول
ما تزال أصول التراقيين غير معروفة في غياب السجلات التاريخية المكتوبة. تعتمد الأدلة على وجود التراقيين البدائيين في فترة ما قبل التاريخ على الآثار من الثقافة المادية. يعرف ليف كلاين التراقيين البدائيين بأنهم كانوا حضارة مطوقة، جرى إبعادهم عن أوكرانيا بواسطة حضارة سروبنايا. يعتقد عمومًا أن نشأة التراقيين البدائيين كانت من مزيج من الشعوب الأصلية والهنود الأوروبيين إبان بداية توسعهم في العصر البرونزي المبكر عندما اختلطوا مع الشعوب الأصلية حوالي  1500 عام قبل الميلاد. خلال العصر الحديدي (حوالي 1000 سنة قبل الميلاد) بدأ الداسيون والتراقيون في الظهور من التراقيين البدائيين. 

## الهوية والتوزيع
انقسم التراقيون إلى قبائل منفصلة، ولم يتمكنوا من تشكيل تنظيم سياسي دائم إلى أن تأسست دولة أودريزيان (بلغاريا حاليًا) في القرن الخامس قبل الميلاد. ظهرت دولة داقية قوية في القرن الأول قبل الميلاد خلال عهد الملك بوريبيستا. كانت المناطق الجبلية موطنًا لشعوب مختلفة، منهم الإيليريون، الذين يُنظر إليهم على أنهم قبائل تراقية شرسة ومُحاربة، في حين كان يُنظر إلى شعوب السهول على ما يبدو على أنها أكثر سلمًا.
سكن التراقيون في أجزاء من مناطق تراقيا، ومويسيا، ومقدونيا، وداقية، وسكيتيا الصغرى، وسارماتيا، وبيثينيا، وميسيا، وبانونيا، ومناطق أخرى من البلقان والأناضول. امتدت رقعة سكنهم في معظم منطقة البلقان، وغيتاي شمال نهر الدانوب حتى ما وراء نهر بوك بما في ذلك بانونيا في الغرب. كان هناك حوالي 200 قبيلة تراقية. 

## تاريخ

### الفترة القديمة
تأسست أول مستعمرات يونانية في تراقيا في القرن الثامن قبل الميلاد. 
حكم الفرس تراقيا جنوب نهر الدانوب (باستثناء أرض بيسيا) لما يقرب من نصف قرن بقيادة دارا الأول، الذي قام بحملة في المنطقة من 513 إلى 512 قبل الميلاد. أطلق الفرس على تراقيا لقب «سكودرا». 

### الفترة الكلاسيكية

#### تراقيا الأخمينية
في العقد الأول من القرن السادس قبل الميلاد، فتح الفرس تراقيا وجعلوها جزءًا من مناطق ساتراب سكودرا. أُجبر التراقيون على الانضمام إلى غزوات سكيثيا الأوروبية واليونان. وفقًا لهيرودوت، كان على التراقيين البيثينيين أيضًا المساهمة بوحدة كبيرة في غزو خشايارشا الأول لليونان عام 480 قبل الميلاد. كان إخضاع مقدونيا جزءًا من العمليات العسكرية الفارسية التي بدأها دارا الأول (521-486) عام 513: بعد استعدادات كبيرة، غزا جيش أخميني ضخم البلقان وحاول هزيمة السكيثيين الأوروبيين المتجولين شمال نهر الدانوب. أخضع جيش دارا عددًا من الشعوب التراقية في نفس الوقت، وفعليًا جميع المناطق الأخرى الملامسة للجزء الأوروبي من البحر الأسود، بما في ذلك أجزاء من بلغاريا الحالية ورومانيا وأوكرانيا وروسيا، قبل العودة إلى آسيا الصغرى. ترك دارا في أوروبا ميجابازوس أحد قادته، وكانت مهمته استكمال الاستيلاء على البلقان. أخضعت القوات الفارسية تراقيا الغنية بالذهب والمدن اليونانية الساحلية ومملكة بايونيا القوية. أخيرًا، أرسل ميجابازوس مبعوثين إلى ملك مقدونيا أمينتاس الأول، وطالبه بالرضا بالهيمنة الفارسية، وهو ما وافق عليه المقدوني. في هذا الوقت، خضع عدد كبير من التراقيين إن لم يكن معظمهم للحكم الفارسي.
بحلول القرن الخامس قبل الميلاد، كان عدد التراقيين كبيرًا لدرجة أن هيرودوت وصفهم بأنهم ثاني أكبر عدد من القبائل في الجزء الذي يعرفه من العالم (بعد الهنود)، وربما كانوا سيكونون الأقوى لولا افتقارهم إلى الوحدة. انقسم التراقيون في العصور الكلاسيكية إلى عدد كبير من المجموعات والقبائل، على الرغم من تنظيم عدد من الدول التراقيّة القوية، مثل مملكة أودريزيان ومملكة بوريبيستا الداقية، وربما نشأ البلتاست، وهو نوع من الجنود في هذه الفترة، في تراقيا.

#### مملكة أودريزيان
كانت مملكة أودريزيان اتحادًا ضم أكثر من 40 قبيلة تراقية و 22 مملكة كانت موجودة بين القرن الخامس قبل الميلاد والقرن الأول الميلادي. تألفت بشكل رئيس من بلغاريا الحالية، وامتدت إلى أجزاء من جنوب شرق رومانيا (دبروجة الشمالية) وأجزاء من شمال اليونان وأجزاء من تركيا الأوروبية الحديثة.

#### تراقيا المقدونية
خلال هذه الفترة، تكثفت الاحتكاكات بين التراقيين واليونان الكلاسيكية.
بعد انسحاب الفرس من أوروبا وقبل توسع مملكة مقدونيا، قسمت تراقيا إلى ثلاث مناطق (شرق ووسط وغرب). حاول سيرسوبليبتس، أحد أبرز الحكام التراقيين الشرقيين، فرض سلطته على العديد من القبائل التراقية، وأطاح به المقدونيون في النهاية.
لم يكن التراقيون في العادة بناة مدن، وكانت سيوثوبولس مدينتهم الوحيدة. 
أدى احتلال فيليب الثاني المقدوني للجزء الجنوبي من تراقيا في القرن الرابع قبل الميلاد إلى انقراض مملكة أودريزيان عدة سنوات. بعد إعادة تأسيس المملكة، ظلت دولة تابعة لمقدونيا عدة عقود بقيادة جنرالات مثل ليسيماخوس.
في عام 279 قبل الميلاد، تقدم كلت الغال إلى مقدونيا وجنوب اليونان وتراقيا، وسرعان ما أُجبروا على الخروج من مقدونيا وجنوب اليونان، لكنهم بقوا في تراقيا حتى نهاية القرن الثالث قبل الميلاد. تقدمت ثلاث قبائل كلتية من تراقيا إلى الأناضول وأسست مملكة غلاطية.
عاش السلتيون والتراقيون جنبًا إلى جنب في الأجزاء الغربية من مويسيا، كما يتضح من الاكتشافات الأثرية للحفريات والكنوز، والتي امتدت من القرن الثالث إلى القرن الأول قبل الميلاد. 

#### تراقيا الرومان
خلال الحروب المقدونية، كان الصراع بين روما وتراقيا أمرًا لا مفر منه. كان حكام مقدونيا ضعفاء، وعادت السلطة القبلية التراقية إلى الظهور. ولكن بعد معركة بيدنا عام 168 قبل الميلاد، بدت السلطة الرومانية على مقدونيا  أمرًا حتميًا، وانتقل حكم تراقيا إلى روما.
في البداية، ثار التراقيون والمقدونيون ضد الحكم الروماني، ومن الأمثلة التي تثبت ذلك أن الجزء الأكبر من دعم ثورة أندريسكوس في عام 149 قبل الميلاد كان من تراقيا. استمرت غارات القبائل المحلية على مقدونيا لسنوات عديدة، على الرغم من تحالف بعضها، مثل قبائل البيسي طوعًا مع روما.
بعد الحرب المقدونية الثالثة، اعترفت تراقيا بالسلطة الرومانية. تألفت دولة تراقيا التابعة من عدة قبائل.

### الحكم الروماني
شهد القرن والنصف التاليان تطورًا بطيئًا لتراقيا حتى تصبح دولة رومانية تابعة بشكل دائم. في البداية، جاءت قبيلة ساباي في الصدارة تحت حكم رهوبوريس. كان معروفًا أنه قدم المساعدة لكل من بومبيوس الكبير ويوليوس قيصر، ودعم لاحقًا الجيوش الرومانية ضد أنطونيوس وأغسطس في الأيام الأخيرة للجمهورية الرومانية.
تورط ورثة راسكوبوريس بعمق في الفضائح السياسية والقتل كما كان أسيادهم الرومان. أدت سلسلة من الاغتيالات الملكية إلى تغيير المشهد الحاكم لعدة سنوات في أوائل فترة الإمبراطورية الرومانية، وسيطرت فصائل مختلفة بدعم من الإمبراطور الروماني، وانتهت الاضطرابات في نهاية المطاف باغتيال آخر أخير.